# Niederaula
Niederaula település Németországban, Hessen tartományban. Lakosainak száma 5306 fő (2023. december 31.).

## Népesség
A település népességének változása:
| Lakosok száma | 5351 | 5376 | 5255 | 5302 | 5306 |
|               | 2017 | 2019 | 2021 | 2022 | 2023 |